# 先入観
先入観（せんにゅうかん）は、対象認識において、前もって得た観念のうち、とりわけ自由な思考の妨げとなる固定的な観念をいう。そこから脱するには、すべての不確実なものに一度は疑いをもつべきであるとデカルトは述べている。人間は、通常、直接に対象に出会う以前に、他者の言葉とか、メディアの風説、書物などから得た、不十分な知識や、そこから導かれる対象に対する態度・把握の様式を持っているもので、その結果として、ネガティブあるいはポジティブな観念が固定されるようなものを特に「先入観」という。広義（広域）的には、「既成概念」や「固定観念」なる言葉もこの類に含まれる。

## 人間の認識の主観性
人間の認識や認識に基づく行為は大体、何らかの意味で、直接の対象認識の前に、予備的な知識や、認識・把握の枠組みが前提として存在するものである。哲学的には、客観といえる「もの自体」は不可知とされ、それゆえに主観の「認識形式」というフィルターを常に通じて、人間の対象認識や、世界に対する行為は成立するのである。
しかし、このような主観認識のフィルターは、人間が世界を認識するにおいて、また他者と社会生活を送り、コミュニケーションを通じるにおいて、むしろ必要なものでもある。「すぐに腕力をふるい、他人の言葉に耳を貸さない」と一般に噂されている人と、何か交渉する必要ができた場合など、この「予めの知識」に基づいて、慎重な言動を取ることで、対人接触をうまく進めることができる場合もある。

## 有用性とネガティブな面
なにごとか未知のものに対し、予めに知識や評価の枠組みがあるのは、生きて行く上で有用である場合が一般的とされる。しかし、予めの知識や評価の枠組みなどが、著しく客観性に欠けるもので、実際のありようと懸け離れている場合は、問題に発展してしまうことがあり、このような事前の知識や評価の枠組みは、「偏見」とも称される。
先入観は必ずしも偏見とは限らないが、事前に間接的な予備知識や評価を持っていることで、現実のありようについて、間違った認識や、妥当性に欠ける評価・把握をもたらすことがある。「すぐに腕力をふるい、他人の言葉に耳を貸さない」と噂されている人と、実際に会い、一緒に仕事をしてみると、外見がやくざぽいので、「腕力をふるうような」感じがするだけで、実際は、腕力などふるうことはなく、またいかにも、話しかけにくい雰囲気であるが、実際には、寡黙なだけで、十分話し合いが可能であるということが分かったりすることがある。

## ベーコンのイドラとしての先入観
フランシス・ベーコンは『ノーヴム・オルガヌム』のなかで、人間の「正しい認識」を曇らせ遮る、四種類の先入観を指摘した。これらは四つあり、イドラと呼ばれる。それぞれは
- 種族のイドラ
- 洞窟のイドラ
- 市場のイドラ
- 劇場のイドラ

以上のように呼ばれている。